# Сухин, Валерий Яковлевич
Валерий Яковлевич Сухин (18 июня 1941, Москва, СССР — 15 августа 2004, там же) — советский и российский дипломат. Чрезвычайный и полномочный посол (1990).

## Биография
Окончил Институт восточных языков при МГУ им. М. В. Ломоносова (1965) и Курсы усовершенствования руководящих дипломатических кадров при Дипломатической академии МИД СССР (1987). На дипломатической работе с 1969 года. Владел арабским, английским и французским языками. Кандидат исторических наук.
- В 1963—1967 годах — референт-переводчик Представительства Советского комитета солидарности стран Азии и Африки (СКССАА) в Каире (Объединённая Арабская Республика).
- В 1967—1969 годах — референт СКССАА.
- В 1969—1971 годах — второй секретарь, первый секретарь Посольства СССР в Объединённой Арабской Республике.
- В 1971—1973 годах — советник Посольства СССР в Египте.
- В 1973—1975 годах — советник Посольства СССР в Йемене.
- В 1975—1978 годах — советник, заведующий сектором Отдела информации МИД СССР.
- В 1978—1981 годах — советник Посольства СССР в Сирии.
- В 1981—1986 годах — заместитель заведующего Отделом печати МИД СССР.
- В 1986—1987 годах — заместитель начальника Управления информации МИД СССР.
- С 17 апреля 1987 по 31 декабря 1992 года — чрезвычайный и полномочный посол СССР, затем (с 1991) России в Судане[2][3].
- В 1992—1998 годах — посол по особым поручениям МИД России.
- С 30 сентября 1993 по 19 сентября 1997 года — руководитель делегации России на переговорах с Таджикистаном[4][5].
- С 12 января 1998 по 21 января 2003 года — чрезвычайный и полномочный посол России в Мавритании[6][7].

Умер 15 августа 2004 года. Похоронен на Донском кладбище в Москве.

## Награды
- Почётная грамота МИД России (2002).

## Дипломатический ранг
Чрезвычайный и полномочный посол (10 августа 1990).

## Семья
Был женат, имел дочь.
Вдова — Татьяна Ивановна Сухина, преподаватель арабского языка в ИСАА МГУ им. М. В. Ломоносова.